# Bernardino Conte
Bernardino Conte (Garibaldi, 21 de abril de 1920 — Porto Alegre, 29 de julho de 2013) foi um jornalista, advogado, empresário e político brasileiro.

## Biografia
Filho de Ermelinda e Julio Conte, em 1939 mudou-se para Caxias do Sul, instalando-se no distrito de Forqueta. Ali veio a conhecer sua futura esposa, Virgínia Maria Slomp, com quem teria os filhos Maria Bernardete, Régis, Júlio, Luiz, Maria Paula e Maria Salete. Formou-se em Contabilidade e Ciências Jurídicas e Sociais, ocupando o cargo de diretor-presidente em várias empresas, como a Rodoviária Indústria de Implementos para Transporte, a Nimbus, a Rodoviária Capixaba e a Rodoviária Nordeste. Foi vice-presidente do Banrisul e presidente da Associação das Distribuidoras de Valores do Sul. Também atuou intensamente no cooperativismo. Fez parte da diretoria da Cooperativa Vinícola Forqueta e da União Brasileira de Vitivinicultores, foi vice-presidente da União Nacional das Cooperativas e presidente da Associação das Cooperativas do Rio Grande do Sul.
Foi suplente de vereador (1952-1955) pelo Partido de Representação Popular, do qual foi vice-presidente duas vezes e presidente do Diretório Regional do Rio Grande do Sul, nas duas legislaturas seguintes foi eleito vereador titular (1956-1959 e 1960-1963) e veio a exercer a Presidência da Câmara de Caxias em 1959 e 1961. Com a renúncia do prefeito Rubem Bento Alves assumiu o governo do município de 1.º de abril a 31 de dezembro de 1959. Embora seu mandato tenha sido breve, chegou a realizar várias obras, como a construção de quatro escolas, a abertura e calçamento de várias ruas, a pavimentação do aeroporto, destinou verba para a construção do presídio, iniciou as tratativas para a construção da Escola Técnica de Vitivinicultura e Enologia, e ampliou a rede de iluminação pública, entre outras. Em 1962 foi candidato a deputado federal.
Desempenhou papel relevante no jornalismo regional. Foi presidente regional da Associação Gaúcha de Emissoras de Rádio e Televisão, e em novembro de 1948 foi um dos sócios fundadores do jornal Pioneiro, o maior da serra gaúcha. Em 1980 adquiriu o controle da empresa e passou a ser seu diretor. Sob sua direção o jornal deixou de ser bissemanal e se tornou diário, e expandiu seu alcance com a criação de sucursais em Vacaria, Gramado, Bento Gonçalves, Farroupilha e Porto Alegre. Segundo o deputado Alberto Oliveira, que discursou na homenagem que a Assembleia Legislativa do Estado prestou ao jornal na comemoração dos seus 60 anos de existência, em 2008, Bernardino, com a ajuda de seu filho Régis Luiz Conte, inaugurou "uma nova e criativa fase na história do jornal. O jornal Pioneiro começou então a contar com colunas de jornalistas do centro do país, como Joelmir Beting e José Simão, ao mesmo tempo em que passou a fazer coberturas diretas, com jornalistas setoristas do Pioneiro, cobrindo assuntos de política, esporte e eventos diretamente do local, sem perder, no entanto, a característica de retratar os acontecimentos da comunidade e as ações de interesse direto dos municípios da região. O Pioneiro entra na fase em que passa a oferecer a seus leitores notícias importantes do Brasil e do mundo, notícias da capital e notícias de Caxias do Sul e dos municípios vizinhos".
Foi também presidente do Conselho de Administração da Festa da Uva e um dos fundadores do Clube União Forquetense e da Associação de Dirigentes Cristãos de Empresas em Caxias. Recebeu da Câmara o título de Cidadão Caxiense em 1991, quando foi elogiado por várias autoridades pelo seu intenso envolvimento nos assuntos da comunidade, pelo seu caráter e pelos relevantes serviços prestados. Ao falecer foi homenageado pela Prefeitura com a decretação de luto oficial por três dias.